# La Guingueta d'Àneu (poble)
La Guingueta d'Àneu, la Guingueta de Jou o, simplement, la Guingueta, era una caseria, modernament convertida en poble, del terme municipal de la Guingueta d'Àneu, a la comarca del Pallars Sobirà. N'exerceix de cap de municipi. Antigament formava part del terme municipal de Jou.
Està situat a 1.301 metres d'altitud, a la dreta de la Noguera Pallaresa, en el fons de la vall d'aquest riu, a la part central del terme municipal que porta el seu nom. Actualment és el segon nucli més poblat del seu terme, després d'Escaló.
El poble sorgí d'uns establiments d'hostaleria, guinguetes, que es trobaven en el camí ral de la Vall d'Aran, activitat que continua desenvolupant avui dia: hi ha els establiments d'allotjament de Can Poldo i l'Hotel Cases, a més de dos càmpings. Actualment té la capella de la Immaculada.

## Etimologia
Segons Joan Coromines, Guingueta és un mot comú amb el significat d'hostal o taverna. Aquest mot comú prové del francès guinguette, amb el mateix significat.

## Geografia

### El poble de la Guingueta d'Àneu

#### Les cases del poble[2]
| - Casa Badia - Casa Carrera - Casa de la Vila - Casa Casilla | - Casa Ferrer - Casa Ferrer vell - Casa Gallimet | - Casa Gustinet - Casa Horteu - Hostal de Berros | - Casa Làssaro - Casa Leixet - Casa Moliner | - Casa Poldo - Casa del Rei - Casa Rumbo |

## Història

### Edat contemporània
Pascual Madoz dedica un article del seu Diccionario geográfico... a La Guingueta, llamado vulgarmente Mesón de la Guingueta. Hi diu que és un llogaret o caseria situada a la Vall d'Àneu, a l'esquerra de la Noguera Pallaresa. El clima és fred, amb predomini del vent del nord, propens a refredats i malalties inflamatòries. Tenia en aquell moment un hostal, una ferreria i 5 o 6 barraques de palla dels veïns de Jou. La terra és argilosa. Hi passa el camí ral de la Vall d'Aran i de França. S'hi collia tota mena de llegums, cànem, blat i bones herbes. S'hi criava bestiar vacum, de llana i cavalls, i hi havia caça de llebres, perdius, guatlles i aus de pas. S'hi pesquen truites i anguiles. Els habitants es comptabilitzaven amb Jou.